# Joumocetus
{{#ifeq:0|0|{{#if:|{{#if:Joumocetusshimizui|[[]}}|}}}}
Joumocetus — рід вимерлих вусатих китів родини Cetotheriidae, що включає один вид Joumocetus shimizui. Вид відомий лише з часткового скелета, знайденого в міоценових відкладеннях Японії.

## Опис
Довжина черепа Joumocetus shimizui перевищує 755 міліметрів, причому більш ніж на 60% складається з роструму. Глибокий V-подібний малюнок рострума вважається примітивною ознакою цетотеріїд. V-подібна форма утворює більш дрібний клин, ніж у інших представників родини. Широко оголені тім’яні та міжтім’яні кістки у Joumocetus утворюють стрілоподібний гребінь, який є чітким і довшим, ніж у інших цетотеріїд.

## Історія та класифікація
Joumocetus shimizui був описаний із переважно повного черепа та відповідних частин обох нижніх щелеп, шийних і грудних хребців. Скелет було знайдено з відслонення найдавнішої формації Хараічі пізнього міоцену, Серраваллійського віку, яка відкрита вздовж річки Кабура поблизу Йоші, префектура Гунма, Японія.